# Hemimyzon macroptera
Hemimyzon macroptera és una espècie de peix de la família dels balitòrids i de l'ordre dels cipriniformes que es troba a Yunnan (Xina).